# Crash Bandicoot 3: Warped
Vous lisez un « article de qualité » labellisé en 2012.
Crash Bandicoot 3: Warped est un jeu vidéo de plates-formes développé par Naughty Dog et édité par Sony Computer Entertainment en 1998 sur PlayStation. Le jeu est réédité pour la gamme Greatest Hits le 23 août 1999 et The Best for Family le 14 octobre 1999 ainsi que pour la gamme Platinum en 2000. Il est également disponible sur PlayStation Store depuis septembre 2007 au Japon et 2008 en Amérique du Nord et en Europe. C'est le troisième épisode de la série Crash Bandicoot, débutée en 1996. Un remake de cet épisode est inclus dans la compilation Crash Bandicoot: N. Sane Trilogy sortie en 2017 sur PlayStation 4.
L'histoire du jeu est la suite directe de son prédécesseur, Crash Bandicoot 2: Cortex Strikes Back. Les ruines d'une station spatiale appelée Cortex Vortex, appartenant au Docteur Neo Cortex, s'écrasent sur Terre et libèrent une entité maléfique connue sous le nom d'Uka Uka. Cette dernière, en collaboration avec Cortex et le Docteur Nefarious Tropy, prévoit de récupérer de puissants cristaux disséminés dans le temps et d'utiliser leur énergie pour dominer le monde. Le jeu suit les aventures de Crash Bandicoot et de sa sœur Coco dans leur voyage à travers le temps afin de récupérer les cristaux avant leurs ennemis. En effet, ce troisième opus de la série fait voyager les deux héros dans les différentes périodes du temps, allant de la Préhistoire au futur, en passant par le Moyen Âge, l'Atlantide et l'Arabie.
À sa sortie, Crash Bandicoot 3: Warped est bien accueilli : les critiques notent une grande qualité de finition dans de nombreux domaines, notamment au niveau des graphismes, de la bande-son et du gameplay. Avec plus de 7,13 millions d'exemplaires écoulés, c'est le septième jeu le plus vendu sur PlayStation. En 2020, Toys for Bob réalise Crash Bandicoot 4: It's About Time, un jeu vidéo qui est la suite directe de Crash Bandicoot 3: Warped et qui reprend le schéma narratif et le système de jeu de la trilogie originelle réalisée par Naughty Dog.

## Trame

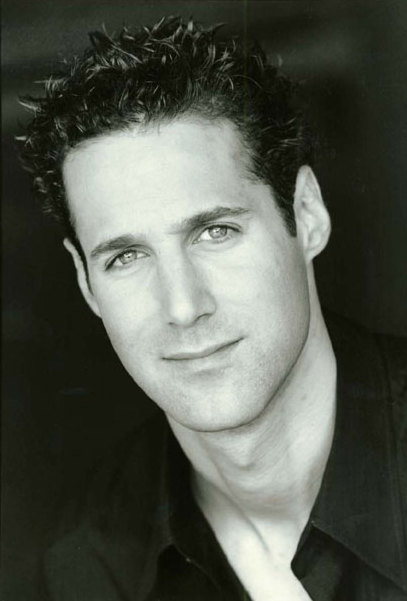
Jason Rubin (ici en 2003), le cofondateur de Naughty Dog et de la série Crash Bandicoot.

### Univers
Une grande partie du jeu est axée sur la machine chrono-tornade, qui permet à Crash et à Coco Bandicoot de voyager à différentes périodes dans le temps. Les niveaux qui ont lieu au Moyen Âge sont peuplés de magiciens, de chèvres, de chevaliers et de crapauds qui se transforment en prince charmant après avoir été embrassés. Les niveaux de la Préhistoire se situent dans un marais du Jurassique et sont peuplés d'un bébé Tyrannosaurus qui peut être monté, de ptérodactyles agités et d'un gigantesque triceratops qui poursuit Crash à travers le niveau. Les niveaux en Arabie se passent sur les toits et sont envahis par des sabreurs, des scorpions et des génies qui veulent engouffrer Crash dans leur lampe. Les niveaux égyptiens se déroulent au cœur de la nécropole de Gizeh et sont habités par des momies, des équipes de construction de pyramides, des cobras et des scarabées. De plus, les tombeaux sont truffés de pièges. Les niveaux du futur se passent à Neo York, une ville régie par Cortex, protégée par des canons laser, des soucoupes volantes, des robots, des champs de force et l'on s'y déplace avec des plates-formes mobiles. Les niveaux dans lesquels Crash pilote une moto se déroulent aux États-Unis pendant les années 1950, où le marsupial orange participe à des courses contre les Hot rod de Cortex pour gagner des cristaux, tout en évitant les barrières de construction et les voitures de police. Les niveaux de la Première Guerre mondiale se déroulent dans le ciel européen et impliquent aussi bien Crash que Coco. Dans ces niveaux, les dirigeables et les avions de Cortex doivent être abattus. Les niveaux de l'Atlantide sont divisés en deux catégories : la première met en scène Crash dans un équipement de plongée et visite les ruines de l'Atlantide, tout en faisant face à des requins, des grenades et des poissons toxiques. La seconde met en scène Coco à bord d'un jet-ski qui doit éviter les pirates et les mines flottantes. Enfin, les niveaux se passant sur la Grande Muraille de Chine présentent Coco chevauchant Pura, un petit tigre, tout en évitant les ennemis tels que les vieux transporteurs et les dragons.

### Personnages
Le héros principal est Crash Bandicoot, un marsupial orange (le Bandicoot rayé de l'Est ou Péramèle à long nez de l'est), qui doit récupérer les cristaux avant le Docteur Neo Cortex. Il est aidé par Aku Aku, un masque sorcier qui le protège du mal et qui lui donne de précieux conseils. Crash est aussi épaulé par sa sœur, Coco Bandicoot, un génie en informatique qui récupère les cristaux avec son tigre Pura sur la Grande Muraille de Chine, à la surface de l'Atlantide et dans le ciel européen lors de la Première Guerre mondiale. Parmi les protagonistes, il faut aussi noter la présence de Polar, qui apparaît dans l'introduction et à la fin du jeu, ainsi que de Bébé T-Rex, qui aide Crash à s'emparer des cristaux dans les niveaux du Jurassique.
L'antagoniste principal du jeu est Uka Uka, le frère jumeau maléfique d'Aku Aku, qui a été enfermé par ce dernier pour protéger le monde de sa méchanceté, mais a été malencontreusement libéré par le Docteur Neo Cortex, l'antagoniste des précédents opus. Uka Uka et Cortex sont aidés par le Docteur Nefarious Tropy, l'autoproclamé maître du temps et le créateur de la machine chrono-tornade utilisée pour récupérer les cristaux et les gemmes à différentes époques. Ils sont aussi accompagnés par le tigre mastodonte Tiny Tiger ainsi que par Dingodile, un animal mi-dingo mi-crocodile muni d'un lance-flammes et bras-droit de Cortex, et enfin par le Docteur N. Gin.

### Scénario
L'histoire du jeu est la suite directe de l'opus précédent, Crash Bandicoot 2: Cortex Strikes Back, dans lequel la station spatiale du Docteur Cortex est détruite par le faisceau laser du Docteur Nitrus Brio. Des morceaux de la station spatiale se dirigent vers la Terre et s'écrasent avec Cortex sur une montagne tropicale. Cet accident permet la libération d'une entité maléfique connue sous le nom d'Uka Uka, qui devient le nouveau maître du Docteur Cortex. Cette dernière affronte Cortex et lui somme ensuite de récupérer les cristaux et les gemmes, qui sont une grande source d'énergie dans le monde. Uka Uka fait appel aux services du Docteur Nefarious Tropy pour se joindre à leur complot. Le maître du temps a créé la machine chrono-tornade, qui permet de voyager à travers le temps et ainsi récupérer les cristaux et les gemmes dans leurs lieux d'origine.
Chez les Bandicoot, Aku Aku ressent l'émergence d'Uka Uka et ordonne à Crash et ses amis de rentrer à la maison. Aku Aku raconte ensuite qu'Uka Uka est son frère jumeau maléfique et qu'il était enfermé dans une prison souterraine pour protéger le monde de sa malice. Crash, Coco et Aku Aku se rendent à la machine chrono-tornade où ce dernier charge Bandicoot de récupérer les cristaux avant qu'Uka Uka et le Docteur Cortex ne s'en emparent. Crash et Coco voyagent dans le temps pour recueillir les cristaux et les gemmes et contrecarrer les plans de Cortex et ses sbires. Lorsque le Docteur Nefarious Tropy est vaincu, la machine chrono-tornade devient ainsi incontrôlable. Crash et Cortex s'affrontent enfin dans le cœur de la machine chrono-tornade, pendant qu'Uka Uka et Aku Aku se battent l'un contre l'autre. Après la défaite de Cortex, la machine chrono-tornade implose, transformant Cortex et N. Tropy en nourrissons et enfermant Uka Uka dans une prison du temps.

## Système de jeu

### Fonctionnement des niveaux

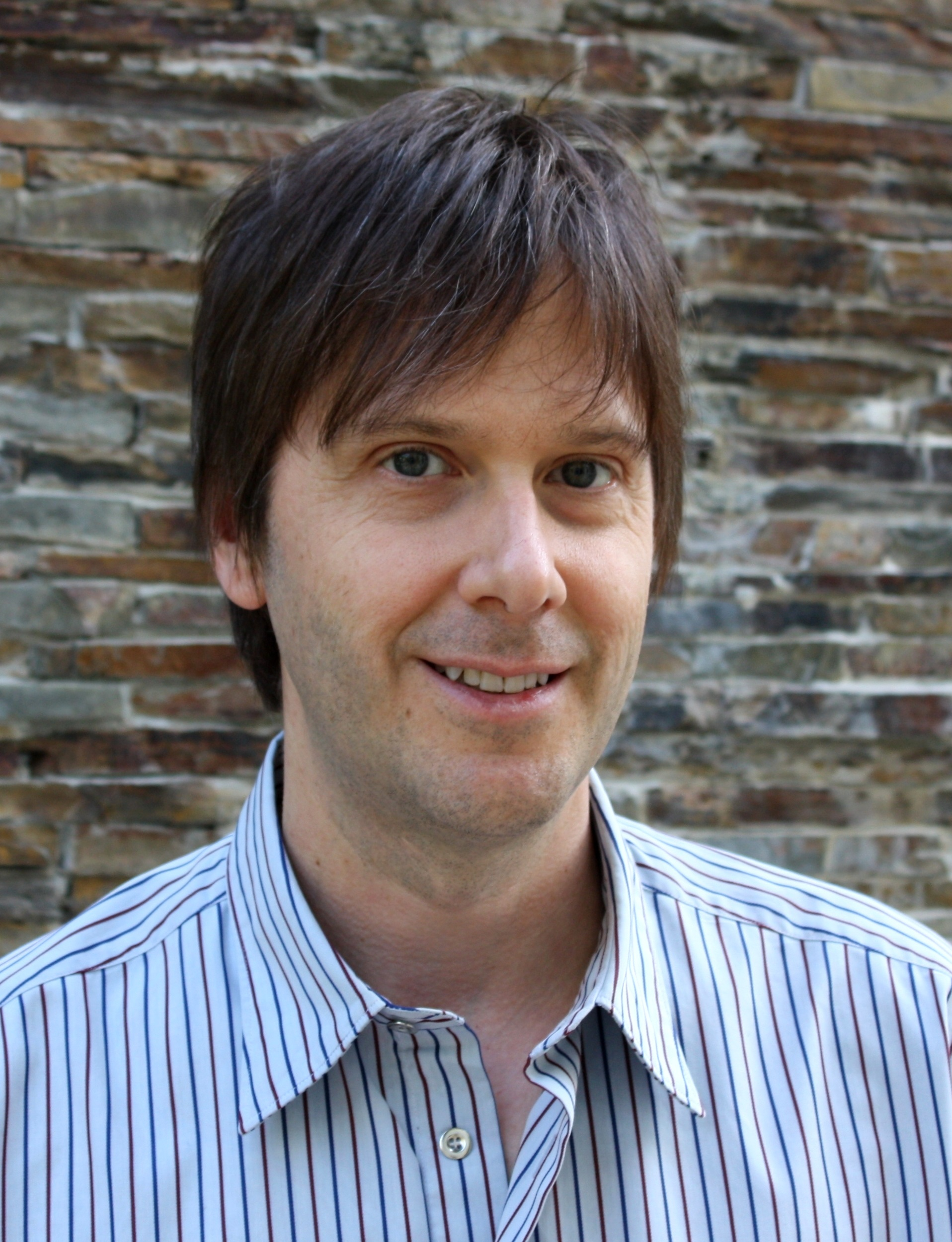
Mark Cerny (ici en 2010), président de la société Universal Interactive Studios et producteur exécutif de Crash Bandicoot 3: Warped.

Crash Bandicoot 3: Warped est un jeu vidéo de plates-formes dans lequel le joueur contrôle Crash et Coco Bandicoot, qui doivent voyager dans le temps et récupérer les vingt-cinq cristaux du jeu précédent dans leurs lieux d'origine avant que le Docteur Cortex et ses acolytes ne s'en emparent. Une grande partie du jeu se déroule dans la machine chrono-tornade, une salle permettant de remonter le temps. Cette salle est divisée en cinq chambres, dont une initialement débloquée. Chaque chambre dispose de cinq boutons qui ouvrent des portails menant à différents niveaux. L'objectif est de trouver et d'obtenir le cristal caché dans chacun de ces niveaux. Le cristal est généralement situé à la fin du niveau, mais peut être également obtenu en réussissant un défi, comme remporter une course de moto, finir un parcours en jet-ski ou encore détruire des dirigeables à bord d'un avion. La majorité des niveaux contiennent une plate-forme bonus, qui mène à une zone où le joueur doit récupérer tous les objets qui s'y trouvent. Ces zones bonus peuvent être jouées autant de fois que le joueur le souhaite jusqu'à ce qu'il ait entièrement parcouru la zone puisqu'il est impossible de perdre une vie à ces endroits. Après avoir trouvé les cristaux des cinq niveaux, un sixième bouton qui mène à un niveau de boss apparaît. En battant le boss de ce niveau, la chambre suivante est débloquée. Lorsque les vingt-cinq cristaux sont trouvés et les cinq boss sont battus, le jeu est gagné.

### Vies et capacités de Crash
Crash et Coco commencent le jeu avec quatre vies. Une vie est perdue lorsqu'ils sont frappés par une attaque ennemie ou s'ils subissent tout autre type de blessure. Une vie peut être gagnée en collectant cent fruits Wumpa ou en cassant une caisse renfermant une vie. Lorsque le joueur n'a plus de vie, la partie est terminée. Cependant, il est possible de continuer le jeu en sélectionnant Oui sur l'écran de fin de partie. Au début du jeu, Crash peut sauter dans les airs pour atterrir sur un ennemi, peut effectuer une tornade pour envoyer l'ennemi hors de l'écran, glisser sur le sol et effectuer un saut-pilon, c'est-à-dire s'écraser sur le sol pour briser certains objets. Dans quelques niveaux, Crash se déplace uniquement en nageant. Ces capacités peuvent être améliorées en battant le boss de chaque chambre,.
La principale nouveauté de ce troisième opus est que Crash et Coco disposent de véhicules pour se déplacer. Dans certains niveaux, Crash doit participer à une course en moto. Lorsqu'elle roule sur une flèche verte, la moto accélère et lorsqu'elle utilise un tremplin, la moto émet à son retour au sol une onde de choc détruisant toutes les caisses aux alentours. Quelques niveaux permettent à Crash de se déplacer à dos d'un Bébé T-Rex. Dans les niveaux où le joueur contrôle Coco, celle-ci traverse les mers à bord d'un jet-ski où elle se sert des tremplins pour atteindre des caisses en altitude ou faire des acrobaties. Dans d'autres niveaux, Coco traverse la grande muraille de Chine en chevauchant Pura, un petit tigre. Enfin, quelques niveaux permettent à Crash et Coco de conduire un avion de chasse. Ce dernier peut faire des tonneaux pour esquiver les tirs des avions ennemis et mitrailler pour abattre les dirigeables de Cortex,,,.
Enfin, à chaque fois que Crash vainc le boss d'une chambre, il reçoit un super pouvoir. Dans certains niveaux, des panneaux sont mis en place, exigeant alors au joueur d'effectuer la faculté indiquée sur le panneau pour résoudre une difficulté. Le premier super pouvoir, obtenu en battant Tiny Tiger est le « Super plat » : il augmente l'impact lorsque Crash s'écrase sur le sol et permet la destruction de caisses relativement éloignées. Le deuxième, obtenu en battant Dingodile est le « Double saut » : Crash peut sauter deux fois plus haut. Le troisième super pouvoir, qui s'acquiert après avoir triomphé du Docteur Nefarious Tropy, est la « Super Tornade », plus longue et plus violente. Avec la combinaison d'un « Double saut » puis d'une « Super tornade », Crash peut notamment dans certains niveaux bonus traverser de longs passages vides ou éviter un ensemble de caisses Nitro. Le quatrième super pouvoir, débloqué après la victoire de Coco sur le Docteur N. Gin, est le « Bazooka », qui détruit des ennemis et des caisses à distance ou inaccessibles. La « Chaussure de vitesse », cinquième et dernier super pouvoir, que Crash reçoit après la défaite de Docteur Neo Cortex, permet notamment de battre des records de temps dans le mode contre-la-montre,.

### Caisses
Les caisses jouent un rôle de premier plan dans Crash Bandicoot 3: Warped. Elles peuvent être détruites avec toutes les facultés de Crash. Chaque caisse contient des éléments utiles ou augmente la mobilité de Crash. Bien que la plupart des caisses contiennent des fruits Wumpa, d'autres contiennent un masque de sorcier Aku Aku, qui sert de bouclier à Crash lorsqu'il est frappé par un ennemi. Si trois masques sont cumulés, Crash devient invincible pendant une courte durée. Les caisses renforcées ne peuvent être détruites que par le saut-pilon de Crash. Les caisses marquées d'une flèche pointant vers le haut permettent de sauter à des hauteurs inaccessibles avec un saut normal, elles ne peuvent être détruites qu'avec la tornade de Crash. Certaines d'entre elles sont en acier et donc indestructibles. Les caisses marquées d'un point d'exclamation, une fois activées à la suite d'un contact physique avec Crash, permettent de solidifier toutes les structures en forme de caisse à proximité. Les caisses TNT explosent trois secondes après que Crash saute dessus ou explosent directement à la suite d'une tornade de Crash, alors que les caisses Nitro explosent après tout contact physique. Toutes les caisses Nitro du niveau peuvent être neutralisées en déclenchant une boîte verte marquée d'un point d'exclamation. Les caisses Checkpoint, qu'elles soient en bois ou en métal, permettent à Crash de retourner à l'endroit où la dernière caisse a été ouverte lorsqu'il perd une vie.

### Gemmes et reliques
Outre les cristaux, des gemmes grises et des gemmes de couleurs peuvent être collectées. Une gemme grise peut être obtenue en détruisant toutes les caisses d'un niveau ou en terminant une zone secrète. Il y a quarante-quatre pierres à récupérer. Contrairement aux jeux précédents de la série, les caisses détruites avant un checkpoint ne réapparaissent pas même si le joueur meurt : cela rend le jeu plus facile, car il n'est alors plus indispensable de finir le niveau sans mourir pour avoir la gemme grise. Les gemmes de couleurs, au nombre de cinq, sont disséminées dans des endroits cachés à certains niveaux du jeu.
Une relique peut être gagnée en retournant à un niveau où le cristal a déjà été récupéré. Pour obtenir une relique, le joueur doit déclencher le mode contre-la-montre en marchant sur un chronomètre flottant au début du niveau et doit parcourir ce dernier dans un temps imparti. Dans le niveau sont dispersées des caisses jaunes marquées d'un chiffre un, deux ou trois. Lorsque ces caisses sont brisées, le chrono est gelé pendant le nombre de secondes inscrit sur la boîte. Ne pouvant pas perdre de vies dans ce mode de jeu, il n'y a pas de fruit Wumpa et le joueur peut recommencer autant de fois qu'il le désire. À chaque fois que le joueur meurt, il doit recommencer tout le niveau. Selon le temps que met le joueur à parcourir le niveau, il y a trois grades de reliques : la relique en saphir, si le joueur bat le premier temps imparti ; la relique en or, si le joueur bat le deuxième temps imparti et la relique en platine, si le joueur bat le temps le plus rapide défini par le jeu. Une fois les cinq premières reliques obtenues, une plate-forme apparaît au centre de la salle et débloque le premier niveau secret (niveau 26). Les niveaux secrets suivants (de 27 à 30) sont débloqués ainsi par tranche de cinq reliques (dix pour le niveau 27, quinze pour le 28, vingt pour le 29, et vingt-cinq pour le 30). Il y a au total vingt-huit reliques à gagner,.

## Développement

### Conception des niveaux

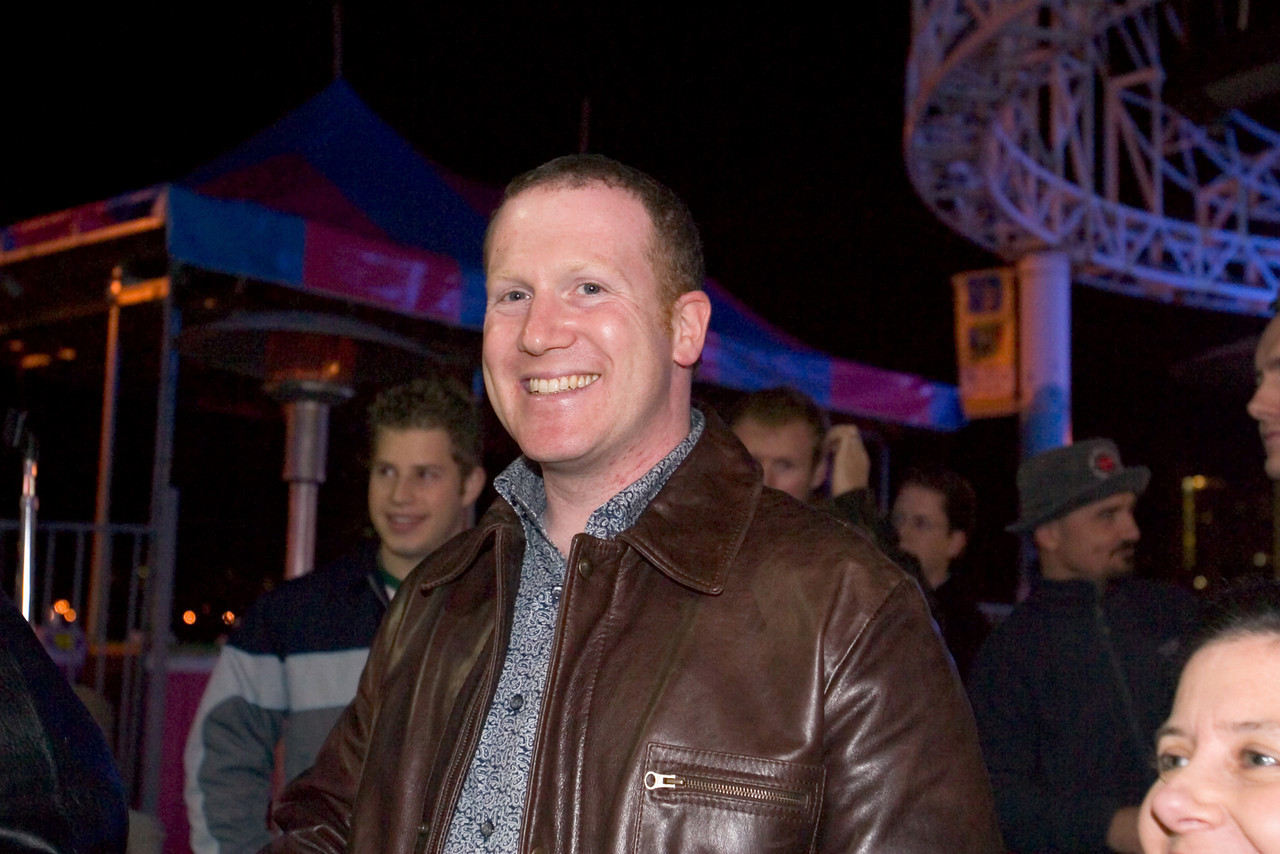
Andy Gavin, le cofondateur de Naughty Dog et de la série Crash Bandicoot.

Logo japonais de Crash Bandicoot 3: Warped

La production de Crash Bandicoot 3: Warped débute en janvier 1998, le studio Naughty Dog disposant d'un budget de 2,2 millions de dollars et de dix mois et demi pour achever le jeu,. L'équipe de développement est composée de quinze personnes, travaillant à la réalisation de ce jeu entre seize et vingt heures par jour. À ce moment-là, Naughty Dog, déçue de son partenariat avec son distributeur Universal Interactive Studios, qui ne gère que la propriété intellectuelle de Crash Bandicoot mais s'attribue le succès de la série, décide de ne pas reconduire cette collaboration après le développement de Crash Bandicoot 3: Warped. Vexée, la direction d'Universal Interactive Studios n'accorde plus de bureaux aux développeurs de Naughty Dog, désormais contraints de travailler dans les couloirs du distributeur américain. Les fortes chaleurs estivales à Los Angeles entraînent régulièrement des pannes informatiques, dues à un matériel surchauffant, alors qu'Universal Interactive Studios refuse de fournir des climatiseurs à son studio de développement.
Tout comme ses deux prédécesseurs, le troisième volet de la série Crash Bandicoot est conçu en 3D. Cet épisode, qui compte un nombre de personnages et d'ennemis deux fois plus élevé que celui de Crash Bandicoot 2: Cortex Strikes Back et de nouveaux modes de jeu, nécessite 122 000 lignes de code de programmation Game Object Oriented LISP (GOOL). Le moteur de jeu de Crash Bandicoot 3: Warped étant similaire à celui de ses prédécesseurs, et eu égard au délai limité accordé pour développer cet opus, Naughty Dog ne fait que l'optimiser afin de consacrer plus de temps à la conception des niveaux dédiés au jet-ski, à la moto et à l'avion,.
Les concepteurs, Andy Gavin, Stephen White et Greg Omi ont créé trois nouveaux types de niveaux afin de varier le gameplay du jeu, tout en gardant les caractéristiques fondamentales de la série que sont la présence des boîtes et des ennemis. Deux d'entre eux permettent de se déplacer librement dans un environnement limité aux commandes d'un jet-ski et d'un avion, le troisième est un simulateur de conduite pour les niveaux où Crash conduit une moto et l'on y retrouve la contrainte de l'axe Z, qui se trouve déjà dans les niveaux classiques du jeu et qui impose à la caméra de suivre une trajectoire pré-calculée. Ces trois systèmes représentent un tiers du jeu, tandis que le système traditionnel utilisé dans les précédents opus de la série comble les deux tiers restants. Jason Rubin explique que le mode de jeu « classique » a été conservé en raison du succès des deux précédents jeux et a déclaré : « Si nous devions abandonner ce style de gameplay, cela signifierait que nous abandonnerions une grande proportion des joueurs »,.
Un plan Z-buffer a été réalisé pour les niveaux avec jet-ski et les niveaux égyptiens dans lesquels Crash et Coco sont confrontés à l'eau. Pour créer une surface fluide de l'eau dans ces niveaux, une reflection mapping reflétant le ciel était montée sur la surface de l'eau. Dans les niveaux du Jurassique, tandis que la partie basse de son corps est immergée dans l'eau noire, le reste du corps de Crash se reflète sur la surface aqueuse. À ce propos, Jason Rubin déclare : « Sony croyait qu'il était impossible que la PlayStation fût capable de générer un tel effet ». Les niveaux aériens se distinguent par une ambiance « arcade », très éloignée des simulateurs de vol. Ainsi, les avions ennemis ont été programmés pour qu'ils se dirigent en face du joueur, laissant à ce dernier le temps de les abattre avant qu'ils se retournent et attaquent le héros.
Le mode contre-la-montre a été conçu pour donner une raison aux joueurs de continuer le jeu après l'avoir terminé en cherchant à battre le temps prédéfini pour remporter les reliques. D'après Andy Gavin, ce nouveau mode de jeu rend plus intéressant le fait de parcourir un niveau déjà visité ; il estime qu'il faut deux fois plus de temps pour terminer Crash Bandicoot 3: Warped par rapport au précédent opus.

### Conception des décors
Le thème du jeu, les voyages à travers le temps, a permis aux designers de Naughty Dog de s'étendre au-delà des limites imposées par le thème des îles dans les précédents volets de la série : chaque période historique possède sa structure et sa palette de couleurs distinctes. Pour démontrer que l'effet des couleurs influe sur l'environnement, des croquis de niveaux représentant le Moyen Âge ou l'Arabie ont été recolorés selon les différentes périodes de la journée, que ce soit le jour ou la nuit. Naughty Dog souhaitait qu'on distingue visuellement Crash Bandicoot 3: Warped des autres épisodes par « l'élargissement de l'environnement » et la possibilité de voir sur de plus grandes distances malgré le brouillard. Dans les niveaux du Moyen Âge, pour la vision d'interminables collines et des châteaux éloignés, le niveau de détail a été permis par l'introduction de nouvelles technologies dans le système de jeu qui modifient la conception des éléments d'arrière-plan. La plus détaillée des textures du jeu se trouve dans les peintures décoratives des niveaux égyptiens. Pour conserver l'illusion d'une autoroute sans fin dans les niveaux où Crash conduit une moto, des éléments, en bordure de route et intégrés au paysage, comme des cactus et des panneaux de circulation. Une mesa a été ajoutée pour rompre la monotonie de l'horizon. Pour restituer l'ambiance des États-Unis des années 1950 et donner à la route plus de caractère, des stations-service et des diners ont été placés sur les bords de l'autoroute du désert. La Grande Muraille de Chine est représentée en phase de construction afin d'offrir plus de variétés visuelles et d'obstacles. Les idées originales des niveaux mettant en scène Crash dans les ruines de l'Atlantide étaient issues d'une ancienne ville romaine en ruines et d'une ville étrangère futuriste submergée, du fait que personne ne sait comment était cette île.

### Conception des personnages
Les personnages ont été dessinés par Charles Zembillas de la société American Exitus, qui crée de nouveaux personnages pour ce troisième épisode, entre janvier et mars 1998. À la demande des producteurs de Sony Computer Entertainment America, qui se disaient « malade de ce petit disque qui le suit partout », Crash est désormais accompagné d'une ombre qui ressemble enfin à sa silhouette.
Pour Crash Bandicoot 3: Warped, trois nouveaux antagonistes ont été imaginés. Le principal antagoniste, le masque Uka Uka, est créé par Charles Zembillas pour imposer aux côtés de Docteur Neo Cortex une présence qui le terrifie et qui souligne son incompétence et son incapacité à faire face à Crash Bandicoot. Uka Uka est d'abord imaginé comme très ressemblant à Aku Aku, puis est représenté avec des flammes et des os. Le croquis de Cortex implorant son pardon a inspiré la conception de la séquence d'introduction,,,.
Le jeu étant fondé sur les voyages temporels, le Docteur N. Tropy, le maître du temps, a été créé. Dès les premiers croquis de conception et pour témoigner de son obsession malsaine pour le temps, N. Tropy est équipé d'un appareil, porté en ceinture, qui lui permet de voyager dans le temps et qui affiche numériquement l'année où il souhaite aller. Cette ceinture évolue ensuite en une machine qui enferme le corps de N. Tropy. Lors de la deuxième session de conception, Zembillas apporte des détails à cette machine, en incorporant des engrenages, une pendule à coucou, des pistons en action, deux pots d'échappement au niveau du dos et une horloge sur le buste et sur la tête. Néanmoins, il s'avère que tous ces éléments, qu'il faut texturer par le logiciel Adobe Photoshop, sont trop complexes pour un affichage convenable sur la PlayStation. Ainsi, dans la version définitive de N. Tropy, Zembillas conserve seulement deux pistons en action, un pot d'échappement et une horloge sur le buste et sur la tête,,,,,.
La création du personnage de Dingodile a été demandée par Joe Labbe, un employé de Naughty Dog, qui voulait un personnage issu d'un croisement entre un dingo et un crocodile. Zembillas imagine tantôt Dingodile avec un chapeau de style australien, une tignasse de cheveux débraillés ou encore marchant à quatre pattes. Naughty Dog souhaite finalement que Dingodile soit un personnage cracheur de feu avant que Zembillas ne suggère de lui donner un lance-flammes pour le rendre « beaucoup plus intéressant »,,.
Enfin, Tiny Tiger, un antagoniste secondaire apparu dans Crash Bandicoot et imaginé par Joe Pearson, fait son retour dans ce troisième opus, pour lequel Charles Zembillas le représente en gladiateur romain.
Deux personnages que Crash et Coco peuvent chevaucher sont également créés. Lors de la conception de Pura, le compagnon de Coco Bandicoot dans les niveaux de la Grande Muraille de Chine, une « mignonne et adorable créature » qui corresponde au thème chinois s'avérait nécessaire. Un panda a alors été envisagé, mais l'idée fut abandonnée en raison de la similitude de l'animal avec les ours polaires de Crash Bandicoot 2: Cortex Strikes Back. C'est donc un jeune tigre qui a été retenu. Enfin, le Bébé T-Rex que Crash monte dans les niveaux du Jurassique a été dessiné par Bob Rafei dans des proportions semblables à celle d'un poulet.
De nouveaux ennemis dans les niveaux ont été imaginés. Ainsi, pour les scènes de poursuites avec le tricératops dans les niveaux du Jurassique, un sbire du Docteur Cortex chevauchant la bête a initialement été créé. À chaque fois que Crash réussirait à échapper au dinosaure, ce dernier donnerait une bonne correction à son cavalier. Finalement, le cavalier a été supprimé pour des raisons techniques. En outre, le requin dans les niveaux de l'Atlantide est l'un des premiers modèles conçus avec PowerAnimator par Jason Rubin. Il devait figurer dans le premier opus de la série, Crash Bandicoot, mais n'a pas été utilisé avant Crash Bandicoot 3: Warped.

### Bande-son

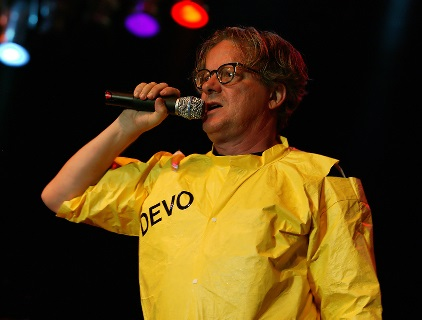
Mark Mothersbaugh (ici en 2006) a composé la bande-son de Crash Bandicoot 3: Warped

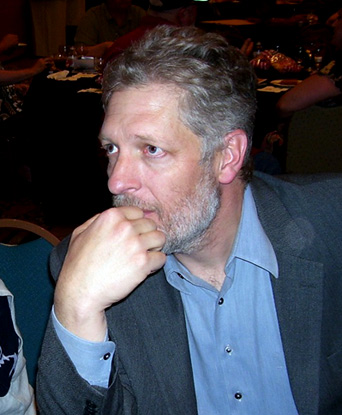
Clancy Brown (ici en 2009) est la voix américaine du Docteur Neo Cortex.

La bande-son du jeu a été produite par David Baggett et a été composée par Mark Mothersbaugh et Josh Mancell de la société Mutato Muzika, tandis que les effets sonores ont été créés par Mike Gollum, Ron Horwitz et Kevin Spears de la société Universal Sound Studios.
Pour ce qui est de la distribution, Uka Uka et le Docteur Neo Cortex sont interprétés par Clancy Brown. Brendan O'Brien est la voix de Crash Bandicoot, Tiny Tiger et du Docteur N. Gin, Michael Ensign est celle du Docteur Nefarious Tropy. William Hootkins assure la voix de Dingodile et Mel Winkler celle d'Aku Aku.
Dans la version française, Philippe Smolikowski est la voix française du Docteur Neo Cortex et de Tiny Tiger. Aku Aku est doublé quant à lui par Emmanuel Bonami.
Dans la version japonaise, la voix de Cortex est assurée par Shōzō Iizuka. Ryūzaburō Ōtomo, Fumihiko Tachiki, Kazuhiro Nakata et Kenichi Ogata sont les voix respectives d'Uka Uka, Tiny Tiger, N.Gin et Aku Aku alors que N. Tropy et Dingodile sont doublés respectivement par Masaru Ikeda et Keisuke Ishida. Enfin, Coco est interprétée par Haruna Ikezawa.

## Commercialisation
Une version de démonstration est jouable à l'Electronic Entertainment Expo, qui s'est tenu à Atlanta, du 28 au 30 mai 1998. À cette époque, l'industrie du jeu vidéo se demande si Crash Bandicoot 3: Warped est une simple suite de l'épisode précédent, Crash Bandicoot 2: Cortex Strikes Back. La sortie du jeu est soutenue par des campagnes de publicité assurées par Sony et Pizza Hut. En marge de sa sortie américaine, Sony Computer Entertainment America organise un concours dans lequel les participants doivent rédiger un essai de cinquante à cent mots expliquant pourquoi ils aiment jouer à Crash Bandicoot. Le vainqueur, un adolescent de quatorze ans vivant à Roberta en Géorgie, remporte des produits dérivés de la PlayStation et un voyage à Los Angeles pour rencontrer les développeurs de Naughty Dog.
Une démo jouable du nouveau jeu des studios Insomniac Games, Spyro the Dragon, est disponible dans le produit final, en composant un code à l'écran titre.
Crash Bandicoot 3: Warped paraît aux États-Unis le 31 octobre 1998, puis en décembre en Europe et le 17 décembre de la même année au Japon. La version japonaise est l'un des premiers jeux compatibles avec PocketStation qui télécharge des mini-jeux pour les jeux PlayStation.
Le jeu a été réédité au Japon dans les gammes The Best for Family et PS One Books respectivement le 14 octobre 1999 et le 6 décembre 2001,. Le 23 août 1999, Sony Computer Entertainment America annonce, en parallèle de la baisse du prix de la PlayStation, la réédition du jeu dans sa gamme Greatest Hits, aux côtés de Spyro the Dragon, Gran Turismo, Twisted Metal III et Cool Boarders 3, afin de lutter contre la sortie de la Dreamcast, la nouvelle console de Sega. En Europe, le jeu est réédité pour la gamme Platinum en 2000.
Le 7 mai 2002, Eurocom publie en Amérique du Nord, sur PlayStation, Crash Bandicoot Collector's Edition, une compilation réunissant Crash Bandicoot 3: Warped, Crash Team Racing et Crash Bash.
Le jeu est enfin réédité numériquement sur le PlayStation Network, pour une utilisation sur PlayStation 3, le 27 septembre 2007 aux États-Unis, le 6 février 2008 au Japon et le 24 octobre de la même année en Europe.

## Accueil

### Critiques générales
Crash Bandicoot 3: Warped a rencontré un grand succès auprès des critiques. Johnny Ballgame, de GamePro, estime que le jeu était « un fort concurrent pour le jeu PlayStation de l'année » et que son « gameplay tapageur restera dans vos têtes pendant des jours ». L'Official US PlayStation Magazine considère le jeu comme « le meilleur jeu de plate-forme 2,5D jamais réalisé ». Ryan MacDonald, de GameSpot, déclare que Crash Bandicoot 3: Warped est « aisément le meilleur Crash », décrivant la façon dont cet opus est supérieur aux précédents sous tous les aspects, et concluant que ce jeu était « le plus amusant des jeux de plate-forme 3D que j'ai eu depuis très, très longtemps ». Mark Cooke, de Game Revolution, trouve que ce jeu est « une avalanche de bonnes choses » et que les éléments de jeu sont « réalisés à la perfection ». Scoot Allam Marriott, d'AllGame, considère que le jeu est « si impressionnant à voir que vous devrez garder fermement une main sous le menton pour l'empêcher de tomber au sol ». Le site français Jeuxvideo.com qualifie ce troisième opus de « chef-d'œuvre » à la « réalisation sans faille » ajoutant même qu'il est « étonnant que Naughty Dog, le développeur, n'ait pas songé à adapter son hit à d'autres machines ». Gamekult fait l'éloge d'un « excellent jeu de plate-formes 3D » tandis que le magazine Player One salue « un Crash 3 aussi soigné que les précédents, avec des nouveautés amusantes et des références à d'autres genres ». Enfin, le mensuel français Consoles + applaudit un jeu « bien plus novateur » que son prédécesseur, un avis qui est également partagé par le mensuel français Joypad qui regrette néanmoins que la « majorité des niveaux » soit linéaire,.

### Critiques des graphismes
Les graphismes ont également été acclamés par la critique. Johnny Bellgame indique qu'ils sont « incroyablement nets » et « détaillés », considérant que les niveaux en jet-ski ont « les vagues les plus réalistes que nous ayons vues à présent sur un jeu PlayStation ». Randy Nelson considère que le jeu est « absolument magnifique », précisant que « les textures sont impeccables, les animations excellentes et les effets spéciaux un sérieux coup de prise ». Ryan MacDonald parle de « l'un des plus beaux jeux de PlayStation », et fait l'éloge de la « lisse » animation des personnages, des paysages « brillants et colorés », des « magnifiques » effets de lumière et de la « rafraîchissante, rapide et régulière » cadence de jeu. Mark Cooke fait quant à lui l'éloge d'un jeu à l'animation « douce, cartoonesque et haut de gamme, battu par aucun autre jeu », au rendu de distance « infini » et à la « belle » modélisation en 3D portant « la PlayStation à son apogée ». Toutefois, il a déploré l'absence d'animations pour les ennemis, une fois morts. Scott Alan Marriott décrit les graphiques comme « incroyables » et déclare que « tout est aussi clair que du cristal, coloré, animé et extrêmement détaillé ». Jeuxvideo.com note un graphisme « très coloré, avec des détails amusants » et le mensuel Player One apprécie le graphisme « beau et soigné » de ce troisième opus. Enfin, Consoles + estime que Crash Bandicoot 3: Warped est « de très loin le plus beau jeu de plates-formes 3D de la PlayStation », avis partagé par Joypad qui apprécie la « fluidité hallucinante du jeu ».

### Critiques de la bande-son
La bande-son du jeu a elle aussi été appréciée des critiques. Johnny Bellgame déclare que le son « vous incite à jouer, surtout les excellents battements de tambours qui beuglent lorsque vous traversez un niveau avec le masque d'invincibilité ». Il a également émis des critiques positives concernant les effets sonores, tels que « la lave bouillante, les ptérodactyles enragés et les voix loufoques des cinématiques ». Randy Nelson reconnaît quant à lui que le jeu s'est diversifié musicalement par rapport à son prédécesseur, Crash Bandicoot 2: Cortex Strikes Back. Ryan MacDonald fait l'éloge d'une musique, d'effets sonores et de doublages « exceptionnels » et « extrêmement bien faits », et a noté que les lèvres des personnages « sont parfaitement calées à leur voix ». Mike Cooke déclare que les voix « sur-exagérées » des personnages sont « comme les voix des personnages de cartoons et sont même meilleures parfois » et évoque une bande-son tout aussi « cartoonesque ». Scott Alan Marriott considère que les voix sont « d'une qualité cinq étoiles » et que la musique « correspond parfaitement aux décors des niveaux ». Du côté de la presse francophone, si Jeuxvideo.com considère la bande-son comme « proche de la perfection » alors que Player One estime que « les musiques collent assez bien aux différentes ambiances » du jeu, Consoles + se montre plus partagé : si le magazine avoue que les bruitages sont « convaincants » et le fruit d'un « beau travail », il estime que si la musique du jeu a beau être « bien adaptée », certains thèmes sont « saoulants » et indique au passage que la musique peut être coupée. Joypad déplore enfin une bande-son « complètement anodine », mais apprécie les bruitages du jeu.

### Ventes et récompenses
En février 1999, Sony Computer Entertainment America révèle avoir expédié 2,9 millions d'exemplaires de Crash Bandicoot 3: Warped aux détaillants du monde entier, dont 862 506 exemplaires vendus en Amérique du Nord d'après l'étude de marché réalisée par la société américaine NPD Group. Au festival Millia organisé en 1999 à Cannes, le jeu reçoit le prix d'Or de l'European Computers & Consoles Software Edutainment & Leisure Leaders pour réaliser des recettes supérieures à 15 millions d'euros dans l'Union européenne en 1998.
Au 9 juillet 2002, le jeu s'est vendu à 5,7 millions d'exemplaires, avant d'atteindre un total de 7,13 millions, dont 3,76 millions aux États-Unis et 1,4 million au Japon. Le jeu devient ainsi le septième titre le plus vendu sur PlayStation,. En décembre 1998, avec la vente d'un million d'exemplaires du jeu aux États-Unis, la trilogie Crash Bandicoot franchit la barre des dix millions de ventes. Six mois plus tard, en juin 1999, Crash Bandicoot 3: Warped est le premier jeu non-japonais à recevoir le prix Platinum au Japon, pour avoir été écoulé à plus d'un million d'exemplaires.
En 2001, Game Informer classe Crash Bandicoot 3: Warped à la vingt-sixième place des 100 meilleurs jeux vidéo de tous les temps : d'après ce média spécialisé, « le premier Crash est trop dur, le deuxième Crash est trop facile, mais Crash 3 est parfait ». Il loue également des véhicules et un mode contre-la-montre « incroyablement amusants » pour un jeu de plates-formes et d'action « fantastique […] que n'importe quel joueur voudrait avoir dans sa bibliothèque ».

## Postérité

### Suites et dérivés
Fort de la popularité de la série Crash Bandicoot, Naughty Dog conçoit un dernier opus en 1999, Crash Team Racing, un jeu de course incluant les différents personnages présents dans la série qui s'affrontent dans des environnements issus des trois épisodes. L'année suivante, Eurocom acquiert les droits de la série et conçoit Crash Bash. À partir de cette date, les développeurs se succèdent quant à la possession des droits de la série, qui malgré le passage à l'édition sur plusieurs consoles, décline qualitativement épisode après épisode,. En 2020, Toys for Bob publie Crash Bandicoot 4: It's About Time, un jeu vidéo qui est la suite directe de Crash Bandicoot 3: Warped et qui reprend le schéma narratif et le système de jeu de la trilogie originelle réalisée par Naughty Dog.

### Remake:Crash Bandicoot: N. Sane Trilogy
Lors de l'Electronic Entertainment Expo 2016, Sony annonce que dans le cadre du vingtième anniversaire de Crash Bandicoot, les trois premiers opus de la série seront remastérisés par Toys for Bob et Vicarious Visions dans une compilation intitulée Crash Bandicoot : N. Sane Trilogy, disponible sur PlayStation 4. En février 2017, Activision, l'éditeur du jeu, fixe sa date de sortie au 30 juin 2017, et annonce que le mode contre-la-montre, absent des deux premiers épisodes, a été rajouté, ainsi que des niveaux bonus et une bande-son renouvelée. Le mois suivant, Activision lance un concours sur Twitter afin que les internautes proposent des idées de mouvements humoristiques à attribuer à Crash. L'éditeur offre un t-shirt et un exemplaire du jeu à l'un des internautes tirés au sort. En avril 2017, Activision annonce la sortie d'une édition non officielle de Crash Bandicoot : N. Sane Trilogy en Italie : cette édition, vendue dans un coffret en bois arborant une réplique du masque d'Aku Aku, est limité à cent exemplaires.